# Impression à données variables
L'impression à données variables est une application de l'impression numérique permettant de personnaliser entièrement et en couleur tout ou partie d'un document en fonction de son destinataire (textes, images). Ce type d'impression personnalisée est particulièrement utilisée dans le domaine du markéting, et notamment du marketing direct, qui y voit une occasion de toucher directement sa clientèle et d'augmenter les ventes, sans pour autant diminuer la vitesse d'impression.

## Apparition
La technique d'impression à données variables est apparue dans les années 1990, et s'est épanouie avec l'essor de l'imprimerie numérique. Cependant, elle s'est développée assez lentement : en 2002, selon l'étude américaine du TrendWatch Graphic Arts intitulée Variable data printing: Where are we in 2002?, « 98 % des imprimeurs numériques n'étaient alors pas préparés à offrir de tels services. » Seuls « 500 à 1000 imprimeries au monde » proposaient alors ce service, alors que « 50 000 presses numériques dans le monde étaient susceptibles d'imprimer des données variables. »

Aujourd'hui, l'impression à données variables est courante sur bon nombre de supports : factures, courriers, publipostages publicitaires...

## Applications
L'impression à données variables est essentiellement utilisée par les métiers du markéting, de la communication, de la gestion de la relation client, de la publicité...

Il s'agit d'un des outils du markéting direct pour envoyer un message ou une offre personnalisés aux lecteurs, prospects et clients en fonction de leurs centres d'intérêt. L'impression à données variables est particulièrement utilisée dans le secteur marchand et notamment dans le domaine de la grande distribution. 

Les retours attendus des campagnes de markéting direct de ce type sont variés : communication mieux ciblée, augmentation de l'engagement des lecteurs, hausse des ventes et du chiffre d'affaires, rentabilité des promotions, fidélisation de la clientèle...

## Technique
L'impression à données variables nécessite des prérequis :

- une base de données : ces données seront exploitées (texte, images, coordonnées...) afin de personnaliser le document final,
- du contenu : textes et images fixes ou variables doivent être créés au préalable,
- des règles d'activité : elles sélectionnent quel contenu sera utilisé et quel sera son emplacement dans le document,
- la mise en page : le document final doit être mis en page,
- une application d'impression à données variables : il s'agit d'un logiciel destiné à fusionner les contenus variables et fixes sur le gabarit et à préparer le document pour l'impression,
- unité de sortie : équipement d'impression permettant de transposer les fichiers numériques en documents imprimés.